# Ark (album The Animalsa)
Ark studijski je album koji je snimljen od ponovno okupljenih The Animalsa u originalnoj postavi. Album je objavljen 1983. godine od diskografske kuće Castle.

## Popis pjesama
1. "Loose Change" (Steve Grant)-(3:01)
2. "Love Is for All Time" (Burdon, Everitt, Wilson)-(4:23)
3. "My Favourite Enemy" (Grant)-(3:46)
4. "Prisoner of the Light" (Burdon, Raskin, Sterling)-(4:09)
5. "Being There" (Geniwells)-(3:29)
6. "Hard Times" (Burdon, Sterling)-(2:55)
7. "The Night" (Burdon, Evans, Sterling)-(3:55)
8. "Trying To Get You" (Rose Marie McCoy, Charlie Singleton)-(4:16)
9. "Just Can't Enough" (Burdon, Sterling)-(3:54)
10. "Melt Down" (Everett, Everitt, Wilson)-(3:08)
11. "Gotta Get Back to You" (Everett, Everitt, Wilson)-(2:42)
12. "Crystal Nights" (Anthony, Burdon, Lewis, Sterling, Evans)-(4:12)
13. "No John No" (Alan Price, Jarrow)-(4:18)

## Izvođači

### The Animals
- Eric Burdon – vokal
- Hilton Valentine –  gitara
- Alan Price – klavijature, prateći vokali
- Chas Chandler –  bas-gitara, prateći vokali
- John Steel – bubnjevi

### Gosti
- Zoot Money - klavijature
- Steve Grant – gitara, sintisajzer, prateći vokali
- Steve Gregory – tenor i bariton saksofon
- Nippy Noya – udaraljke